# Rhinosimus tapirus
Rhinosimus tapirus is een keversoort uit de familie platsnuitkevers (Salpingidae). De wetenschappelijke naam van de soort werd in 1874 gepubliceerd door Elzéar Emmanuel Arène Abeille de Perrin.